# 확률 공간
확률론에서 확률 공간(確率空間, 영어: probability space)은 전체 측도가 1인 측도 공간이다. 확률적인 현상에서, 확률공간의 측도는 확률을 정의한다.

## 정의
확률 공간 {\displaystyle (\Omega ,{\mathcal {F}},\Pr )}은 공간 전체의 측도가 1인 측도 공간이다.
{\displaystyle \Pr(\Omega )=1}
확률론에서는 측도론의 용어와 다른 각종 용어들이 사용된다.
- 확률공간의 점들의 집합 {\displaystyle \Omega }는 표본 공간이라고 한다.
- 확률공간의 가측 집합 {\displaystyle S\in {\mathcal {F}}}은 사건(영어: event)이라고 한다.
- 사건 {\displaystyle S\in {\mathcal {F}}}의 측도 {\displaystyle \Pr(S)}는 사건의 확률(영어: probability)이라고 한다.

확률론의 용어를 사용한다면, 측도 공간의 각종 성질은 다음과 같다.
- 사건 {\displaystyle S\subset \Omega }에 대하여, 그 여집합 {\displaystyle \Omega \setminus S} 역시 사건이다. 즉, 어떤 사건에 대하여, 그 사건이 일어나지 않는 경우 역시 사건이다.
- 가산 개의 사건들이 주어졌을 때, 그 합집합과 교집합 역시 사건이다. 즉, 사건들의 열이 주어졌을 때, 사건의 열 가운데 적어도 하나가 일어나는 경우(합집합)도 사건을 이루며, 사건의 열이 모두 일어나는 경우 (교집합) 역시 사건을 이룬다.
- 공집합과 전체집합은 사건이다. 즉, 불가능한 사건(공집합)과 필연적인 사건(전체집합)이 존재한다.

## 예
확률 공간의 기초적인 예로는 다음이 있다.

### 유한 확률 공간
유한 집합 {\displaystyle \Omega } 및 음이 아닌 실수 값의 함수 {\displaystyle p\colon \Omega \to [0,1]}을 부여하고, 또한
{\displaystyle \sum _{x\in \Omega }p(x)=1}
이라고 하면, 다음과 같은 확률 공간 {\displaystyle (\Omega ,{\mathcal {P}}(\Omega ),\Pr )}을 정의할 수 있다.
- 표본 공간은 유한 집합 {\displaystyle \Omega }이다.
- 사건 시그마 대수는 이산 시그마 대수 {\displaystyle {\mathcal {P}}(\Omega )}이다. 즉, 표본 공간의 모든 부분 집합이 사건을 이룬다.
- 사건 {\displaystyle S\subset \Omega }의 확률은 다음과 같다.

{\displaystyle \Pr(S)=\sum _{x\in S}p(x)}

### 유클리드 공간의 부분 공간
측도 공간 {\displaystyle (X,{\mathcal {F}},\mu )}에서, 측도가 양의 실수인 가측 집합
{\displaystyle \Omega \in {\mathcal {F}}}
{\displaystyle 0<\mu (\Omega )<\infty }
이 주어졌다면, 다음과 같은 확률공간 {\displaystyle (\Omega ,{\mathcal {F}}|_{\Omega },\Pr )}을 정의할 수 있다.
- 표본 공간은 {\displaystyle \Omega }이다.
- 사건 시그마 대수는 {\displaystyle {\mathcal {F}}|_{\Omega }=\{S\cap \Omega |S\in {\mathcal {F}}\}}이다.
- 사건 {\displaystyle S\in {\mathcal {F}}|_{\Omega }}의 확률은 다음과 같다.

{\displaystyle \Pr(S)=\mu (S)/\mu (\Omega )}
예를 들어, 유클리드 공간의 유한 측도 부분 집합을 확률 공간으로 삼을 수 있다.

## 같이 보기
- 확률 변수

## 참고 문헌
- Doob, Joseph L. (1996년 8월). “The development of rigor in mathematical probability (1900–1950)”. 《The American Mathematical Monthly》 (영어) 103 (7). doi:10.2307/2974673. ISSN 0002-9890. JSTOR 2974673. MR 1404084. Zbl 0865.01011.